# Soigne ta droite
Soigne ta droite is een Franse filmkomedie uit 1987 onder regie van Jean-Luc Godard.

## Verhaal
De film bestaat uit drie verhalen. Het eerste verhaal is een vliegtuigreis van Godard zelf. In het tweede verhaal wordt een oefensessie gevolgd van een popgroep. Het derde verhaal gaat over een dikke man.

## Rolverdeling
| Acteur             | Personage                |
| ------------------ | ------------------------ |
| Jane Birkin        | De cicade                |
| Dominique Lavanant | De vrouw van de admiraal |
| Pauline Lafont     | De golfspeelster         |
| Eva Darlan         | De passagier             |
| Isabelle Sadoyan   | De grootmoeder           |
| Carina Barone      | De Amerikaanse           |
| Catherine Houssay  | De eerste stewardess     |
| Anny Seneque       | De tweede stewardess     |
| Éloïse Beaune      | De moeder                |
| Laurence Masliah   | De klassieke geliefde    |
| Agnès Sourdillion  | De kampeerster           |
| Melissa Chartier   | Het kleine meisje        |
| Valérie Morat      | Het kamermeisje          |
| Jacques Villeret   | Het individu             |
| François Périer    | De man                   |
| Rufus              | De politieman            |